# Fentermina
La fentermina è un farmaco anoressizzante approvato dalla FDA, viene venduto negli USA con vari nomi commerciali dietro presentazione di ricetta medica. 
È utile nel coadiuvare la perdita di peso in pazienti obesi purché in associazione con esercizio fisico, dieta dimagrante e modificazioni del comportamento. Viene generalmente prescritta per soggetti che sono a rischio clinico a causa del loro peso e funziona favorendo il rilascio di alcune sostanze nel cervello che controllano l'appetito. Va sempre usata per brevi periodi. 
In Italia non è in commercio.